# Galium forrestii
Galium forrestii är en måreväxtart som beskrevs av Friedrich Ludwig Diels. Galium forrestii ingår i släktet måror, och familjen måreväxter. Inga underarter finns listade i Catalogue of Life.